# イ・エジョン
イ・エジョン（1987年3月17日 - 2007年9月6日）は、韓国の女優。
1999年児童ドラマ『幼い王子』でデビュー。2000年の『秋の童話』（KBS）でムン・グニョンと共演したことで知られる。
漢陽大学校在学中の2006年7月ごろ頭痛を訴え、脳腫瘍と診断された。2度の手術を経て光明市内の病院で闘病中だったが、治療の甲斐なく20歳で死去した。

## 出演作品

### テレビドラマ
- 朱蒙 （次要役）
- ソウルタンゴ
- オータム・イン・マイ・ハート～秋の童話～
- カイスト
- ジャンプ